# Saint-Christophe-Vallon

Saint-Christophe-Vallon este o comună în departamentul Aveyron din sudul Franței. În 1 ianuarie 2022 avea o populație de 1.181 de locuitori.